# The Knocks
The Knocks es un dúo estadounidense de música electrónica, formado por Ben —«B-Roc»— Ruttner y James —«JPatt»— Patterson. Son conocidos por sus propios lanzamientos en sellos como Kitsuné, Big Beat Records, Neon Gold y Atlantic Records, y por sus remezclas que aparecen en HypeMachine, Beatport y en varias listas de disc jockeys. También son conocidos por sus sencillos «Classic», con el dúo Powers, «I Wish (My Taylor Swift)» con Matthew Koma y «Kiss The Sky» con Wyclef Jean. Su segundo álbum, New York Narcotic, fue lanzado el 28 de septiembre de 2018, generando sencillos como «Ride or Die» con Foster the People y «Brazilian Soul» con Sofi Tukker.

## Historia
El nombre del dúo, «The Knocks», se refiere a los primeros días de su carrera cuando los vecinos tocaban a su puerta por tocar música demasiado fuerte. Antes de centrarse en su propia música, producían beats y remixes para artistas como Katy Perry, Britney Spears, Marina & the Diamonds, Flo Rida, Sky Ferreira, Theophilus London, Ellie Goulding, entre otros.
La revista NME nombró a The Knocks como uno de los «20 mejores productores de música» en 2010, y el grupo apareció con frecuencia en «Popwrap» del New York Post ese mismo año.

## Controversia
Antes del lanzamiento de Random Access Memories —el álbum de 2013 de Daft Punk— la banda fue acusada de desenmascarar a Daft Punk con fotos suyas, jugando beer-pong con copas de champán en las oficinas de Columbia Records.

## Discografía
- 55 (2016)
- New York Narcotic (2018)
- History (2022)